# 哈珀伍茲 (密歇根州)
哈珀伍茲（英語：Harper Woods）是一個位於美國密歇根州韋恩縣的城市。

## 人口
根據2020年美國人口普查的數據，哈珀伍茲的面積為6.81平方千米，當中陸地面積為6.81平方千米，而水域面積為0.00平方千米。當地共有人口15492人，而人口密度為每平方千米2,275人。